# صفوت الشريف
صفوت الشريف (19 ديسمبر 1933 - 13 يناير 2021)؛ سياسي مصري، حاصل على بكالوريوس العلوم العسكرية، ولديه الجنسية الأمريكية. وأحد ضباط المخابرات المصرية في فترة الستينات من القرن العشرين حتى محاكمته من قبل محكمة الثورة المصرية عام 1968 في قضية انحراف المخابرات في عهد صلاح نصر وبعض من أفراد الجهاز. كان أحد الأعضاء المؤسسين في الحزب الوطني الديمقراطي المصري عام 1977، شغل منصب الأمين العام للحزب من 2002 إلى غاية 2011. ورئيساً سابقاً لمجلس الشورى المصري. تولّى منصب وزير الإعلام المصري لفترة من الزمن، ثم عُيِّن رئيسا لمجلس الشورى، تولّى رئاسة الهيئة العامة للاستعلامات في عهد السادات. وهو أحد أفراد ما يسمى ب«الحرس القديم» بالحزب الوطني الديمقراطي الحاكم سابقاً الذي كان لديه أغلبية النواب في البرلمان المصري. عُرف بقربه من الرئيس السابق حسني مبارك. أقاله الرئيس مبارك من منصبه كأمين عام للحزب الوطني الحاكم في الخامس من فبراير 2011، وعيّن بدلا عنه حسام بدراوي الذي استقال لاحقاً.

## محاكمته
أصدر المستشار عاصم الجوهري رئيس جهاز الكسب غير المشروع قرارا بحبس صفوت الشريف يوم الاثنين 11 أبريل 2011، 15 يوما على ذمة التحقيق بعد تحقيقات استمرت منذ الساعة العاشرة والنصف صباح الاثنين وحتى العاشرة والنصف مساء. باشر التحقيقات مع صفوت الشريف المستشار أحمد طلبة رئيس هيئة الفحص، وقال بيان صادر عن جهاز الكسب غير المشروع أنه وجهت للشريف تهم استغلال النفوذ واستغلال سلطاته ووظيفته في تكوين ثروات ضخمة بما يتنافى مع مصادر الدخل المشروعة له على نحو يمثل كسبا غير مشروع.
وقد أظهرت التحقيقات أن الشريف تعمد إخفاء هذه الثروات التي كوّنها بشكل غير مشروع بإدخالها ضمن ممتلكات زوجته «إقبال محمد عطية» وأبنائه «إيهاب وأشرف وإيمان»، وهو ما أثبتته التحقيقات التي أشارت إلى امتلاكه فيلات وسيارات وعقارات وشركات تم تكوينها جميعها بشكل غير مشروع.
وقد تمت خلال التحقيقات مواجهة الشريف بتقرير الأجهزة الرقابية المختلفة، وفي مقدمتها هيئة الرقابة الإدارية ومباحث الأموال العامة التي أشارت إلى استغلاله الوظيفة العامة على نحو تمخض معه تكوين ثروات ضخمة له ولأسرته بما يمثل إساءة للوظيفة العامة واجتراء على محارم القانون.

## مقتل سعاد حسني
كما جرى التحقيق في تورطه أيضاً في مقتل الفنانة سعاد حسني بعد أن فتحت شقيقتها نجاة ملف مقتلها من جديد متهمة صفوت الشريف في مقتلها، حيث كشفت تقارير في بيروت أن النيابة العامة المصرية بصدد استدعاء الفنانات سميرة أحمد ورجاء الجداوي وصفاء أبو السعود ونبيلة عبيد والشاعر أحمد فؤاد نجم والسياسي طلعت السادات نجل شقيق الرئيس المصري الراحل أنور السادات واعتماد خورشيد، للإدلاء بأقوالهم حول تورط رئيس مجلس الشورى السابق صفوت الشريف في مقتلها في لندن. حيث أكد كل من نجم والسادات واعتماد أنهم يملكون معلومات تثبت تورط الشريف في مقتل الفنانة المصرية سعاد حسني.

## وصلات خارجية
- فيديو: لحظة ترحيل صفوت الشريف إلى السجن، بي بي سي عربي، 12 أبريل 2011

| المناصب السياسية     | المناصب السياسية                          | المناصب السياسية    |
| -------------------- | ----------------------------------------- | ------------------- |
| سبقه فؤاد محيي الدين | وزير الإعلام 1 فبراير 1982- 13 يوليو 2004 | تبعه ممدوح البلتاجي |